# 西濃厚生病院
岐阜県厚生農業協同組合連合会 岐阜・西濃医療センター 西濃厚生病院（ぎふけんこうせいのうぎょうきょうどうくみあいれんごうかいぎふ・せいのういりょうセンターせいのうこうせいびょういん）は、岐阜県揖斐郡大野町にある、JA岐阜厚生連（岐阜県厚生農業組合連合会）が運営する病院である。全国厚生農業協同組合連合会の病院の一つである。

## 概要
- JA岐阜厚生連が運営する揖斐厚生病院（揖斐郡揖斐川町）と西美濃厚生病院（養老郡養老町）を統合し、病床を再編して新たに設置された病院である。2023年（令和5年）9月21日竣工[1][2]。同年10月1日開院[3]。同年10月2日より外来診療を開始[1][3]。揖斐厚生病院は廃止され、西美濃厚生病院は医療機能を縮⼩、介護医療院を併設した回復期・慢性期機能を担う病院として存続となったため、西濃厚生病院は揖斐厚生病院が新築移転した病院と言え、病院の沿革でも揖斐厚生病院の沿革を引き継いでいる。
- 事業地面積は77,864.70m2[4]。敷地面積は69,109.00m2。
- 病床数は400床（一般病床293床、回復期病床82床、緩和ケア病床25床）。
- 画像診断装置ではAIを内視鏡診断装置、デジタルPET-CT装置などを導入。手術では手術支援ロボット“ダ・ヴィンチ”、高精度照射が可能な放射線治療装置などを導入している。
- 災害拠点病院としての機能を持つ。この地域は根尾川と揖斐川に挟まれており、想定浸水深は約5mである。想定最大規模降雨による想定浸水深よりも高く造成（敷地は最大6m高く造成）することにより水害などの大規模災害でも救急医療体制が継続できるようになっている[4]。

## 施設概要
- 本館棟：6階建。延床面積34,195.03m2[5]。
- 付属施設：放射線治療棟、サービス棟、保育棟などがある。延床面積3,970.33m2[5]。

## 診察科
- 内科
- 循環器内科
- 消化器内科
- 呼吸器内科
- 血液内科
- 糖尿病・内分泌内科
- リウマチ科
- 脳神経内科
- 緩和ケア内科
- 心療内科
- 精神科
- 小児科
- 外科
- 乳腺外科
- 緩和ケア外科
- 肛門外科
- 小児外科
- 整形外科
- 脳神経外科
- 皮膚科
- 泌尿器科
- 眼科
- 婦人科
- 耳鼻咽喉科・頭頸部外科
- 麻酔科
- 歯科
- 小児歯科
- 歯科口腔外科
- 歯科
- 放射線科
- リハビリテーション科　など

## 交通アクセス

### 公共交通機関
- 名阪近鉄バス大垣大野線「西濃厚生病院」バス停下車。
  - JR東海道本線・樽見鉄道樽見線・養老鉄道養老線大垣駅（大垣駅前バスのりば）より大野バスセンター行き（一部の便）
- 岐阜バス真正大縄場線「西濃厚生病院」バス停下車。
  - JR東海道本線・高山本線岐阜駅（JR岐阜駅バスターミナル）より【O82】西濃厚生病院行き
- 揖斐川町ふれあいバス西濃厚生病院線「西濃厚生病院」バス停下車。
  - 養老鉄道養老線揖斐駅より西濃厚生病院行き

### 自動車
- 東海環状自動車道大野神戸ICから車で約2分。

### その他
- 西濃厚生病院と西美濃厚生病院の間で、無料シャトルバスが運行されている。
- 大野町の大野デマンドタクシーは西濃厚生病院には乗り入れず、パレットピアおおの停留所が最寄りとなる。あいのりくんプラス（一般の乗用タクシーの利用に対する助成事業）は乗り入れるが、利用者自宅からの直行となる。

## JA岐阜厚生連の病院
- 久美愛厚生病院
- 東濃厚生病院
- 中濃厚生病院
- 西美濃厚生病院
- 岐北厚生病院
- 西濃厚生病院
- 高山厚生病院